# 魔性尻 おまえが欲しい
『魔性尻 おまえが欲しい』（まじょうじり おまえがほしい）は、ベビーブーム・マサ監督による日本映画。2020年2月21日に公開された。後述のように別タイトル『アブノーマル・ロデオ・ブルース』としても知られる。

## 概要
『ファンシー』など監督作のある廣田正興が『映画秘宝』などでの筆名であるベビーブーム・マサ名義で監督した日本映画。廣田が助監督時代に俳優から聞いた実話をもとに映画化。アイディアはずっと温めていたが内容が内容だけに企画は通らないと心の内に閉まっていたが、榊英雄の助言を受けピンク映画として再構成し公開された。R-18指定作品。
『魔性尻おまえが欲しい』のキャッチコピーは「光が強くなると陰も濃くなる、 だが光が消えても陰は消えない…」。
『アブノーマル・ロデオ・ブルース』のキャッチコピーは「紡がれる重さの記憶」。
2020年10月の「OP PICTURES+フェス2020」ではR15+指定作品に再編集され『アブノーマル・ロデオ・ブルース』のタイトルで上映される。監督名も廣田正興となっている。また2021年4月にはDVD版も『アブノーマル・ロデオ・ブルース』のタイトル、編集で発売。さらに2021年4月3日に『女占い師と美人OL　W巨尻で狂わせて＜R-15＞』のタイトルで日本映画専門チャンネルで放送された
。
双葉社『映画秘宝』2021年3月号に掲載された［切通理作の2020年"未来のための"ピンク映画ベスト10］4位作品に選出された。

## ストーリー
ある日、工場で2名の死体が発見された。拳銃に撃たれた跡があったものの、死因は窒息死と判断された。ひとりは20代の頃、個性派俳優としてブレイク寸前だった後藤日出男。もうひとりは同じく10代のころDJだったカワムラ光司。カワムラは一度事件を起こし服役。幼馴染である後藤日出男の会社で勤務していた。果たして2人に何があったのか。

## 登場人物
後藤日出男
演 ‐ アベラヒデノブ
自動車修理工場・後藤モータース社員。かつて若手の個性派俳優としてブレイク寸前だった。父の仕事を継ぐために芸能界を引退し、後藤モータースの3代目社長候補として勤務。趣味で舞踏会の面を製作している。
監督の廣田が出会った占い師にハマった末洗脳された俳優をモデルとしている。
川村光司
演 ‐ 三浦知之
後藤モータース社員。かつてはカワムラ光司として人気DJであったが、殺人を犯し償ったのちに帰郷。後藤モータースに拾われる形で勤務する。
学生時代にいじめられっこだった後藤を救った過去を持つが、先にブレイクしたことに嫉妬しており、彼のものを奪うことに恍惚を覚える。
小平恵
演 ‐ 知花みく
後藤モータース社員。幼顔の可愛い後輩。かつては地下アイドルをしていた。フルネームは小平恵、劇中ではメグミと呼称される。
夏目結衣
演 ‐ 篠崎かんな
芸能界ご用達だという占い師。
林光子
演 ‐ 前野恵
後藤モータースの経理担当。社長お気に入りの社員。
芦田智幸
演 ‐ 鈴木義君
巨尻を勧める客引き。夏目結衣に心酔している。フルネームは芦田智幸であるが、劇中では名前の出る場面がない。
後藤裕也
演 ‐ 飯島大介
後藤モータース社長。フルネームは後藤裕也であるが、劇中では名前の出る場面がない。
楠木哲
演 ‐ 関幸治
後藤モータース社員。
中谷真一
演 ‐ 沢村東次
後藤モータース社員。
清十郎
演 ‐ 今奈良孝行
ベテラン俳優。
ポン引きタイチ
演 ‐ 宮川太一
芦田と同じく、路上で客引きをする男。
ADユウタ
演 ‐ 石橋侑大
撮影現場のスタッフ。
マスター
演 ‐ 石川雄也
行きつけのバーのマスター。
刑事・佐久間
演 ‐ 千葉勲
後藤日出男の死の謎を追う刑事。
刑事・大木
演 ‐ 榊英雄
後藤日出男の死の謎を追う刑事。

## スタッフ
- 監督：ベビーブーム・マサ
- 脚本：今奈良孝行、ベビーブーム・マサ
- プロデューサー：榊英雄
- 撮影：川口春彦（PHOTOGRAPHERHAL）
- 照明：土井立庭
- 録音：木村健太
- 整音・音響効果：服部俊、中村未来
- 音楽：北村太郎
- ヘアメイク：MAKO
- 仮面制作：小林雄二
- ガンエフェクト：小暮法大
- 助監督：三輪江一、飯山嘉幸
- タイトルデザイン：佐々木統剛
- 美術協力：北山陽二郎
- 協力：木原裕輔、深野光洋、リバーマウス、ニューマタンゴ、WILD JUMBO
- 仕上げ：東映ラボ・テック
- 制作：ファミリーツリー
- 配給：オーピー映画